# Frans Godard van Lynden
Frans Godard baron van Lynden, ook Frans Godard Ayzo Boelens baron van Lynden (Leeuwarden, 21 september 1781 - Leeuwarden, 9 april 1828) was een telg uit het geslacht Van Lynden, zoon van Reinhard van Lynden en Ypkjen Hillegonda van Boelens. Hij was grietman van Opsterland en was opdrachtgever voor de bouw van Lyndenstein.

## Namen
Hoewel geboren als Frans Godard, voegde Van Lynden na het overlijden van zijn oudere broer Ayzo Boelens van Lynden (1779-1792) de namen Ayzo Boelens toe aan de zijne. Deze namen zijn afkomstig van hun beider grootvader aan moederszijde, Ayzo van Boelens. Godard komt bovendien ook voor als Godert.

## Levensloop
Hij erfde in 1820 Nieuw Fockens, dat hij liet slopen. In 1821-1822 liet hij op deze grond Lyndenstein bouwen. Hij huwde in 1825 met Cornelia Johanna Maria van Borcharen (1789-1864), met wie hij twee kinderen kreeg.

## Kinderen en nakomelingen
Van Lynden kreeg de volgende kinderen.
- Reinhard baron Boelens van Lynden (1827-1896), gehuwd met Maria Catharina barones van Aylva van Pallandt (1834-1905)
  - Cornelia Johanna Maria Boelens van Lynden (1860-1880). Ter nagedachtenis Cornelia werden in 1905 Lyndenstein en de bijbehorende bezittingen ondergebracht in de Corneliastichting.
- Ypkjen Hillegonda van Lynden (1826-1851), gehuwd met Johannes Luden.